# Power & the Glory – The Video Anthology
Power & the Glory – The Video Anthology – czwarte wideo heavymetalowego zespołu Saxon wydane w 1990 roku przez wytwórnię EMI.

## Lista utworów
1. „Nightmare”
2. „Suzie Hold On”
3. „Just Let Me Rock”
4. „Rockin' Again”
5. „Back on the Streets”
6. „Power and the Glory”
7. „Broken Heroes”
8. „Everybody Up”
9. „Northern Lady”
10. „Rock the Nations”
11. „Waiting for the Night”
12. „Rock'n'Roll Gypsy”
13. „Ride Like the Wind” (cover Christophera Crossa)
14. „I Can't Wait Anymore”